# Mac Curtis
« Wesley Erwin Curtis, Jr. », Mac Curtis, est un chanteur et guitariste de rockabilly et country américain, né le 16 janvier 1939 à Fort Worth au Texas et mort le 16 septembre 2013 à Weatherford au Texas des suites d'un accident de voiture.

## Biographie
Il est né à Fort Worth au Texas. Il commence la guitare à l'âge de 12 ans. En 1954 il déménage à Weatherford au Texas.

## Discographie
| Année                     | Titre | Catalogue                         |
| ------------------------- | --- | --------------------------------- |
| Epic Records (US)         | |                                   |
| 1969                      | SUNSHINE MAN Little Ole Wine Drinker / The Friendly City / Break My Mind / Love's Been Good To Me / Too Good To Be True / Too Close To Home / The Quiet Kind / Sunshine Man / I've Got The Tiger By The Tail / Almost Persuaded / It's My Way | BN 26419 (LP)                     |
| GRT Records (US)          | |                                   |
| 1970                      | EARLY IN THE MORNING Early In The Morning / Big Boss Man / Ain't That A Shame / Blues Man / Baby What You Want Me To Do / Maybelline / Gulf Stream Line / Stagger Lee / I'd Run A Mile / I Got A Woman / Where The Hurt Moves In / Him Or Me (What's It Gonna Be) | LP 20002 (LP)                     |
| Rollin' Rock Records (US) | |                                   |
| 1973                      | RUFFABILLY Big D Women / Baby Let's Play House / Heartbreakin' Mama / Fannie Mae / Sidetrack Mama / Holdin' On / Good Rockin' Tonight / Amarillo Killer / Hot Rock / Crazy Crazy Lovin' / Wild Wild Women / You Hurt Me / Sexy Ways | LP 002 (LP)                       |
| 1975                      | GOOD ROCKIN' TOMORROW Good Rockin' Tomorrow / Wake Up Rock 'n' Roll Rock-A-Baby / Hard Hearted Girl / Party Line / Turn To Me / For Your Love / Rockabilly Uprising / Been Gone A Long Time / Juice Box / Gone Out Of My Mind / Wildcat Tamer / Let's Go | LP 002 (LP)                       |
| 1978                      | ROCK ME Sidething / That's How Much I Love You / Turn Away From Me / Making It Right / Real Good Itch / She Knows All The Good Ways To Be Bad / Suntan Girl / You Can't Take The Boogie Woogie Out Of Me / I'd Run A Mile To You / Good Love Sweet Love / Don't You Love Me / Rock Me | LP 016 (LP)                       |
| Sunshine Records (US)     | |                                   |
| 1977                      | GOLDEN GOSPEL FAVORITES I'm Gonna Walk Them Golden Stairs / He'll Understand And Say Well Done / Swing Down Chariot / Just A Little Talk With Jesus / This Old Building / His Hand In Mine / When God Dips His Pen / Milky White Way / Where Could I Go / It's Different Now | SS 001 (LP)                       |
| Radar Records (UK)        | |                                   |
| 1979                      | ROCKIN' MOTHER Ducktail / Grandaddy's Rockin' / You Oughta See Granma Rock / How Long Will It Take / If I Had Me A Woman / Good Rockin' Tomorrow / Rockin' Mother / How Come It / Slip Slip Slippin' In / Johnny Carroll Rock / Turn Away From Me / That Ain't Nothin' But Right / Crazy Crazy Lovin' / Hungry Hill collection of Rollin' Rock masters | RAD 22 (LP)                       |
| Rebel (FIN)               | |                                   |
| 1981                      | TEXAS ROCKABILLY LEGEND Rock Me / If I Had Me A Woman / Slip Slip Slippin' In / Turn To Me / I'd Run A Mile To You / Hungry Hill / Johnny Carroll Rock / Pistol Packin' Mama / Ducktail / Making It Right / Sidething / Good Rockin' Tomorrow / Been Gone A Long Time / She Knows All The Good Ways To Be Bad collection of Rollin' Rock masters | ROLLS 004 (LP)                    |
| 1981                      | TOP CAT ON ROCKABILLY TRACK Rockin' Mother / Rockabilly Uprising / Suntan Girl / Wildcat Tamer / That Ain't Nothin' But Right / Grandaddy's Rockin' / Amarillo Killer / How Come It / Hard Hearted Girl / Keep Doin' What You're Doin' Now / How Long Will It Take / For Your Love / You Oughta See Granma Rock / Turn Away From Me collection of Rollin' Rock masters | ROLLS 004 (LP)                    |
| Hot Rock Records (UK)     | |                                   |
| 1981                      | TRUCKABILLY I'm Gonna Be A Wheel Someday / Goosebumps / Good Rockin' Teddy / Wishin 'n' Prayin' / The Hucklebuck / I'm Gonna Love You Back To Loving Me Again / Rockin' Pneumonia and the Boogie Woogie Flu / Train Of Sin / Just a Little Too Much / Hooked On Music / Turn To Me / Little Miss Linda / Don't Forbid Me / Hollywood City | HR-701 (LP)                       |
| Rollin' Rock Records (CH) | |                                   |
| 1995                      | THE ROLLIN' ROCK & REBEL SINGLES Ducktail / Sidetrack Mama / You Oughta See Granma Rock / Grandaddy's Rockin' / How Come It / Slip Slip Slippin' In / Johnny Carroll Rock / Rockin' Mother / Keep Doin' What You're Doin' Now / Pistol Packin' Mama / Been Gone A Long Time / Making It Right / For Your Love / Turn Away From Me / If I Had Me A Woman / That Ain't Nothin' But Right / Rollin' Rock Rock / How Long Will It Take / Tell Me What'll I Do collection of Rollin' Rock masters | RRCD 004 (CD)                     |
| Hightone Records/HMG (US) | |                                   |
| 1997                      | ROCKABILLY UPRISING If I Had Me A Woman / Good Rockin' Tomorrow / Party Line / Ducktail / I'd Run A Mile To You / Wild Wild Women / That's How Much I Love You / You Can't Take The Boogie Woogie Out Of Me / Grandaddy's Rockin' / Turn Away From Me / Sidething / How Come It / Wake Up Rock 'n' Roll / Hard Hearted Girl / More Love Where That Came From / Real Good Itch / Turn To Me / For Your Love / Suntan Girl collection of Rollin' Rock masters                                  | 6601 (CD)                         |
| Vinyl Japan Records (UK)  | |                                   |
| 1998                      | ROCKABILLY READY Rockabilly Ready / The Love Doctor / Show Me The Money / Tell Me What'll I Do / Old Rock 'n' Rollers Like Me / Miss Linda's Still Fine / One Foot Loose / Blues Man / Let's Go Downtown / Keep On Rockin' / Hey Hey Little Lady / Mesmerized / Are You Ready To Rumble / Side Wind / Little Mama Have Mercy / Frantic | JRCD 31 (CD)                      |
| Bluelight Records (FIN)   | |                                   |
| 1999                      | EARLY IN THE MORNING Early In The Morning / Big Boss Man / Ain't That A Shame / Blues Man / Baby What You Want Me To Do / Maybelline / Gulf Stream Line / Stagger Lee / I'd Run A Mile / I Got A Woman / Where The Hurt Moves In / Him Or Me (What's It Gonna Be) re-issue of GRT album | BLR 3367 2 (CD)                   |
| 2011                      | SONGS I WISH I WROTE Singer Of Sad Songs / This Time Tomorrow / 100 Pounds Of Honey / Sunshine Man / Turn Away From Me / One More Night / Stay Love / Beautiful Annabel Lee / So What Let It Rain / Drowning All My Sorrows / If You Want To Be My Woman / Restless / You’ve Turned Down The Lights | BLR 33147 2 (CD) BLR 33147 1 (LP) |